# Henri de Toulouse-Lautrec

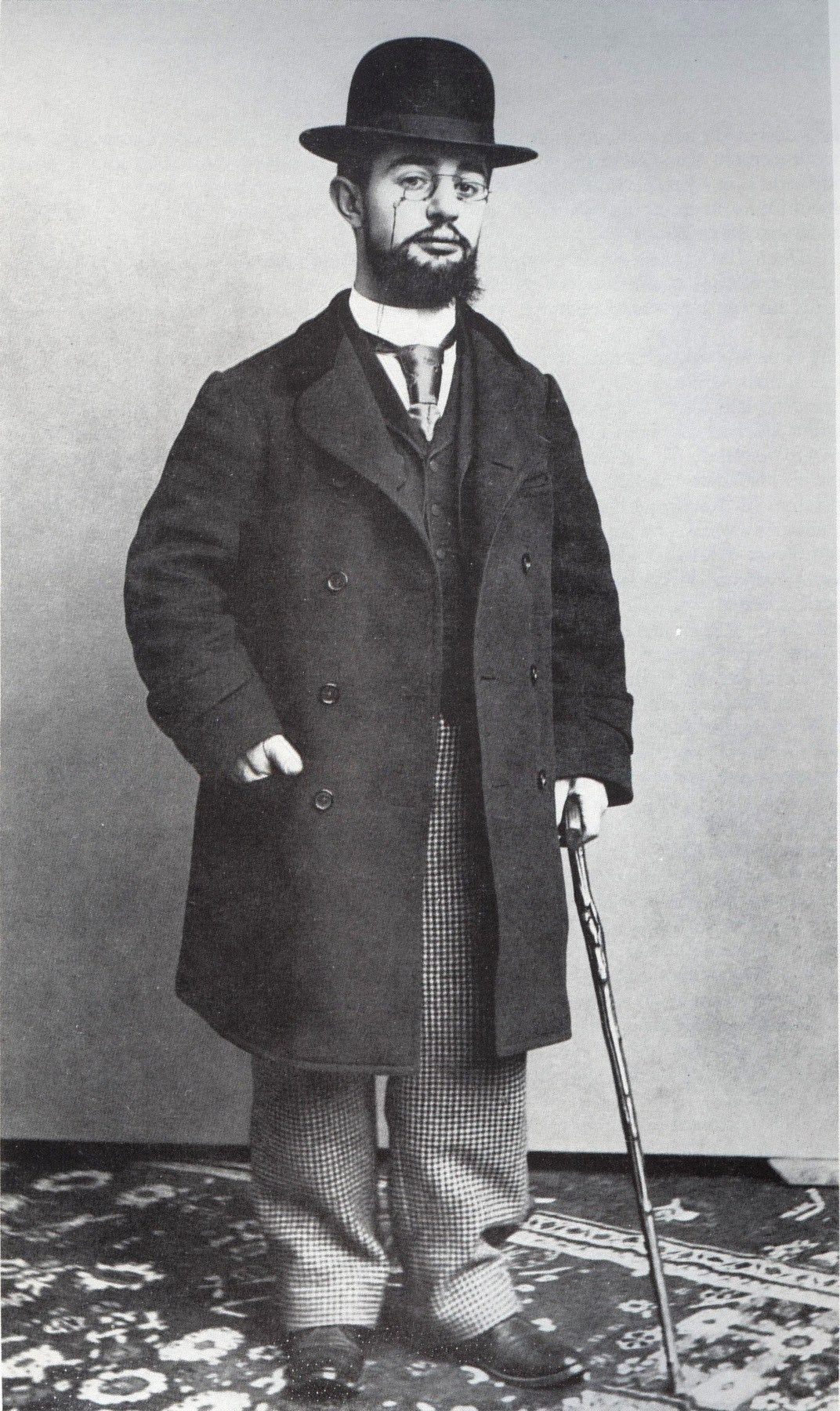
Henri de Toulouse-Lautrec (1894)

Henri Marie Raymond de Toulouse-Lautrec-Monfa (* 24. November 1864 in Albi; † 9. September 1901 auf Schloss Malromé, Gironde) war ein französischer Maler und Grafiker des Post-Impressionismus im ausgehenden 19. Jahrhundert. Berühmt wurde er insbesondere für seine Plakate, die er unter anderem für das Pariser Varieté Moulin Rouge am Montmartre entwarf.

## Leben

### Herkunft und Kindheit
Henri de Toulouse-Lautrec entstammte dem alten Adelsgeschlecht der Grafen de Toulouse-Lautrec. Diese entstammen im Mannesstamm der Familie de Lautrec, die sich auf einen Aton missus comitis et vicarius im Jahre 898 zurückführt. Sicard VI., Vicomte de Lautrec († 1158), war nach neuen Forschungen wohl ein Sohn des Frotard III., seigneur et vicomte de Lautrec. Alexandre de Lautrec (1633–1699), Seigneur de Geynes, jüngerer Sohn des Bernard de Lautrec, Seigneur de Monfa, nahm jedoch den Namen de Toulouse-Lautrec an, da er behauptete, Sicard VI. de Lautrec sei ein Sohn von Balduin von Toulouse (1165–1214) aus der Linie Saint-Gilles der Grafen von Toulouse und dessen Frau Alix de Lautrec gewesen. Die Grafen von Toulouse sind bis in die Zeit Karls des Großen nachweisbar, der ihnen das Gebiet um Toulouse zur Verwaltung und Verteidigung überließ, und erlangten vor allem im Hochmittelalter durch eine exponierte Rolle bei den Kreuzzügen eine gewisse Bedeutung, starben jedoch schon im Mittelalter aus.
Im 19. Jahrhundert lebten die Toulouse-Lautrec in materiellem Wohlstand auf Gütern im Süden Frankreichs. Um einer Minderung des Familienbesitzes durch Erbteilung entgegenzuwirken, heiratete man häufig innerhalb der Verwandtschaft. Diese Verwandtenehen und die damit einhergehende Verarmung des Genpools sind auch der Grund für das Auftreten der Erbkrankheit von Henri de Toulouse-Lautrec.

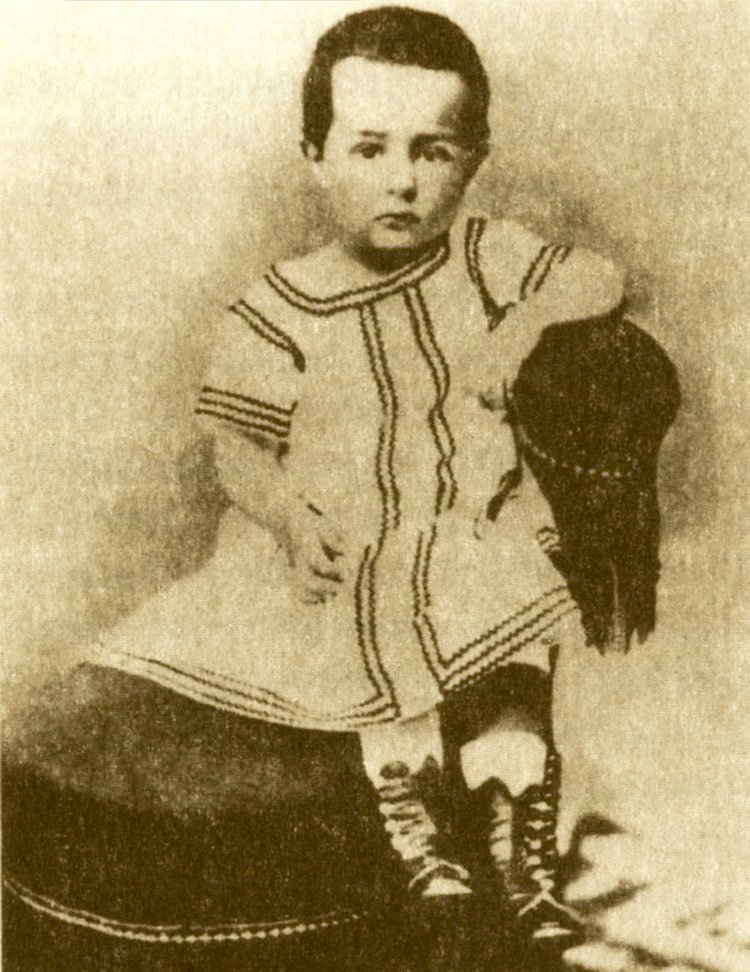
Fotografie des kleinen Henri, um 1867

Auch die Ehe, die Henris Eltern, Graf Alphonse de Toulouse-Lautrec-Monfa (1838–1913), und seine Cousine ersten Grades, die Gräfin Adèle Tapié de Céleyran (1841–1930), am 9. Mai 1863 miteinander eingingen, war eine solche Verwandtenheirat; die Mütter beider Eheleute waren Schwestern. Im Jahr darauf, am 24. November 1864, gebar Gräfin Adèle im Hôtel du Bosc zu Albi ihr erstes Kind, Henri. Der 1867 geborene zweite Sohn, Richard, starb bereits nach einem Jahr. Die Zweckehe zwischen Henris Eltern erwies sich aufgrund der unterschiedlichen Charaktere als kurzlebig, sodass das Paar nach Richards Tod getrennte Wege ging, obwohl es verheiratet blieb. Henri wurde von seiner Mutter erzogen, die nach dem Verlust ihres zweiten Kindes und der zerbrochenen Ehe den Sinn ihres Lebens im katholischen Glauben und in der Fürsorge für den ihr verbliebenen Sohn sah. Seine ersten Jahre verbrachte er im Kreis von Cousins und Cousinen in den Schlössern Céleyran und Le Bosc. Henri wurde verwöhnt und hatte teilweise ein herrisches Gebaren; er wird aber auch als fröhliches und einnehmendes Kind geschildert. Abends nahm man ihm seine Buntstifte weg, da er schlafen gehen sollte. Er schlich sich dann zum Ofen, nahm sich ein Stück Holzkohle und malte weiter.
Ersten Unterricht erteilte Henri eine entfernte Verwandte. Mit acht Jahren kam er für zwei Jahre in das Lycée Fontanes (heute Lycée Condorcet) in Paris, wohin die Familie 1872 umgezogen war. Sie mieteten eine Etage im Hotel Pérey. Aufgrund seiner schwächelnden Gesundheit musste er 1875 die Schule aber wieder verlassen und bekam in verschiedenen Heilbädern Privatunterricht.
Henri litt an einer Pyknodysostose, einer autosomal rezessiven Erbkrankheit, die sich durch Kleinwüchsigkeit bemerkbar macht. Ihre Hauptsymptome traten etwa im zehnten Lebensjahr auf. Bei zwei Unfällen brach sich Henri als 13- bzw. 14-Jähriger nacheinander beide Beine. Krankheitsbedingt kam er als Erwachsener über eine Körpergröße von nur 1,52 Meter nicht hinaus.

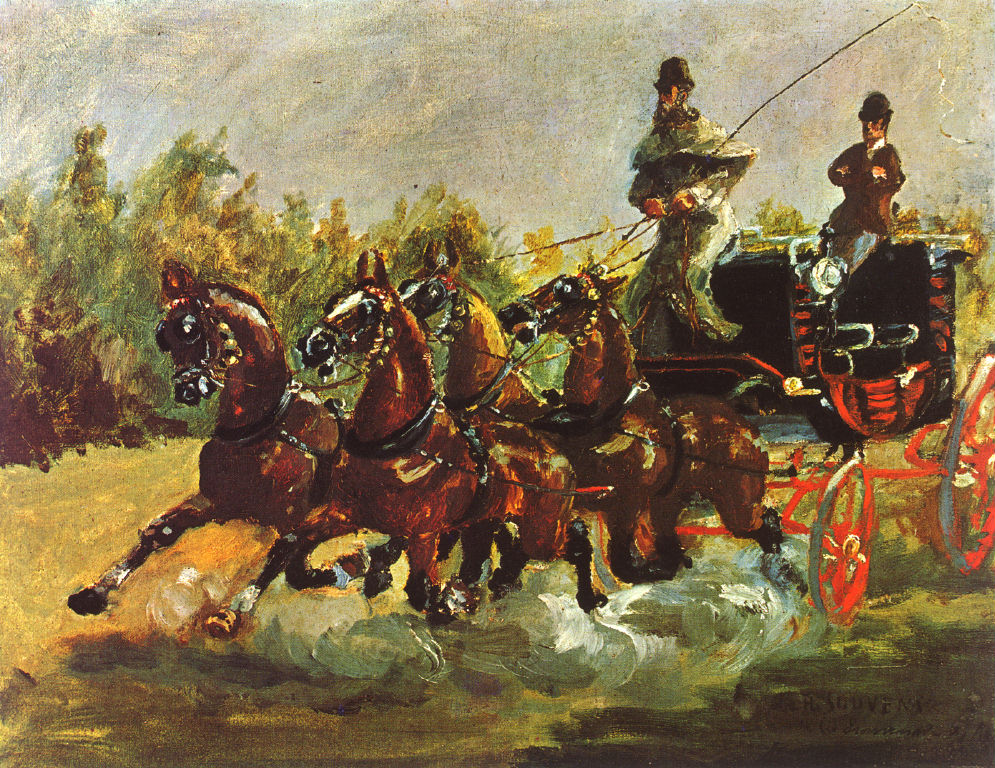
Graf Alphonse de Toulouse-Lautrec lenkt einen Vierspänner, 1881, Öl auf Leinwand

Während der mit seiner Krankheit verbundenen langwierigen Liegekuren und Sanatoriumsaufenthalte zeigte sich sein künstlerisches Talent immer deutlicher. In Zeichnungen stellte der Jugendliche hauptsächlich Menschen und Tiere dar, und bis heute erhaltene Skizzen belegen, dass er zwar kein Wunderkind, aber durchaus begabt war. Von einem Freund seines Vaters, dem gehörlosen Tiermaler René Princeteau, wurde er während mehrerer Aufenthalte in Paris in die Grundlagen der Malerei eingeführt.

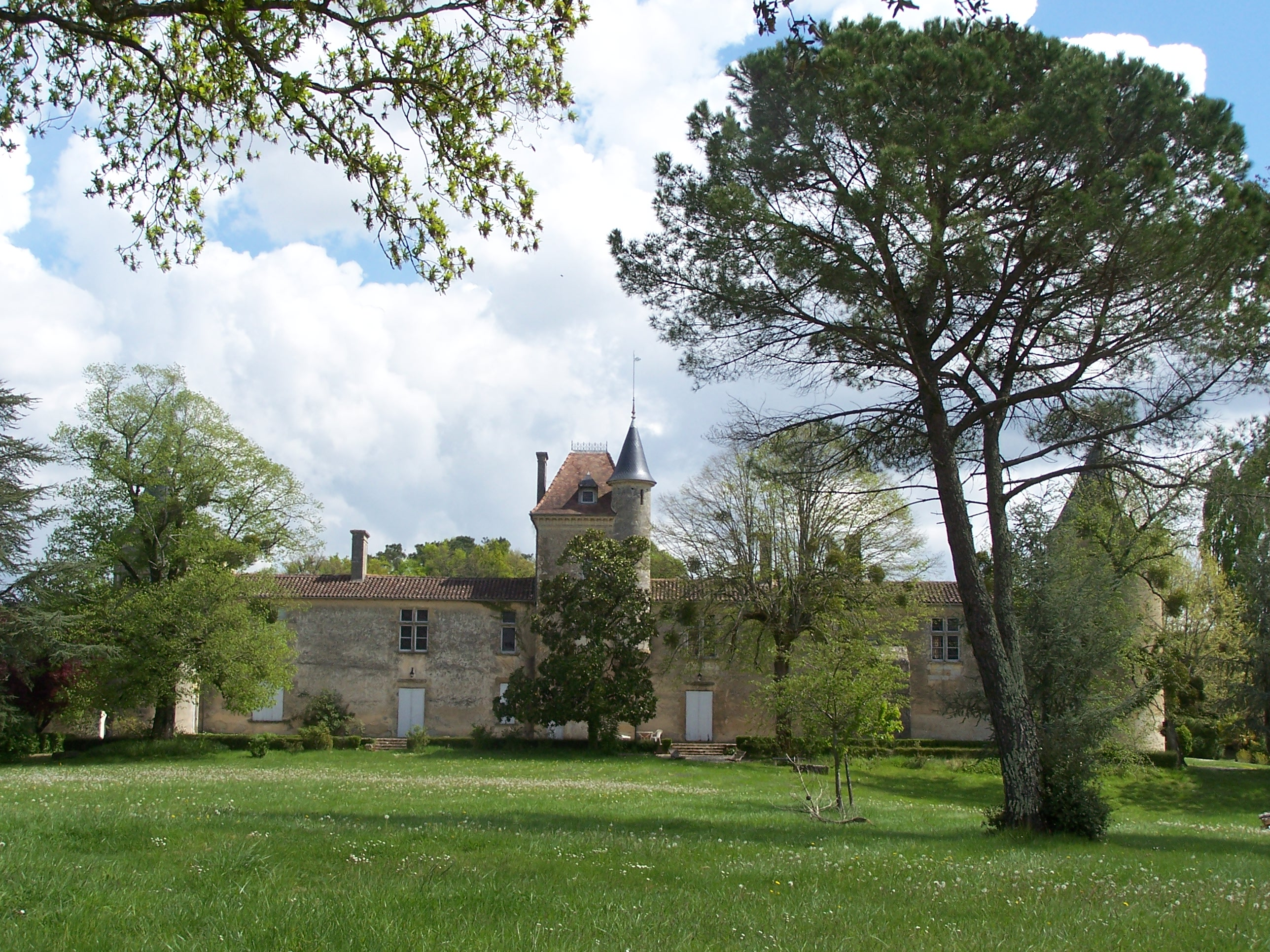
Das Château Malromé im Jahr 2009

Auf ersten Ölbildern, die er als 14-Jähriger malte, stellte er Motive aus dem herrschaftlichen Milieu seines Elternhauses dar, darunter die Jagd und immer wieder Pferde – mit Kutschen, Reitern und Hunden. Dies war einerseits auf die Spezialisierung seines Lehrers zurückzuführen, andererseits versuchte der junge Henri mit diesen Motiven aber womöglich auch seinen Vater zu beeindrucken, der ein leidenschaftlicher Reiter und Jäger war.
Mit großer Mühe bestand Henri im November 1881 in Toulouse im zweiten Anlauf den ersten Teil des Abiturs. Zum zweiten Examen kam es nicht mehr, denn zu diesem Zeitpunkt stand für ihn bereits fest, dass er Maler werden wollte. Widerstand der Eltern gegen diesen Berufswunsch gab es im Hause Toulouse-Lautrec nicht; sein Vater besprach sich mit befreundeten Malern, die für den Sohn ein akademisches Studium der Malerei empfahlen. 1883 erwarb die Mutter ihren Hauptwohnsitz, das Château Malromé nahe Bordeaux.

### Studienjahre

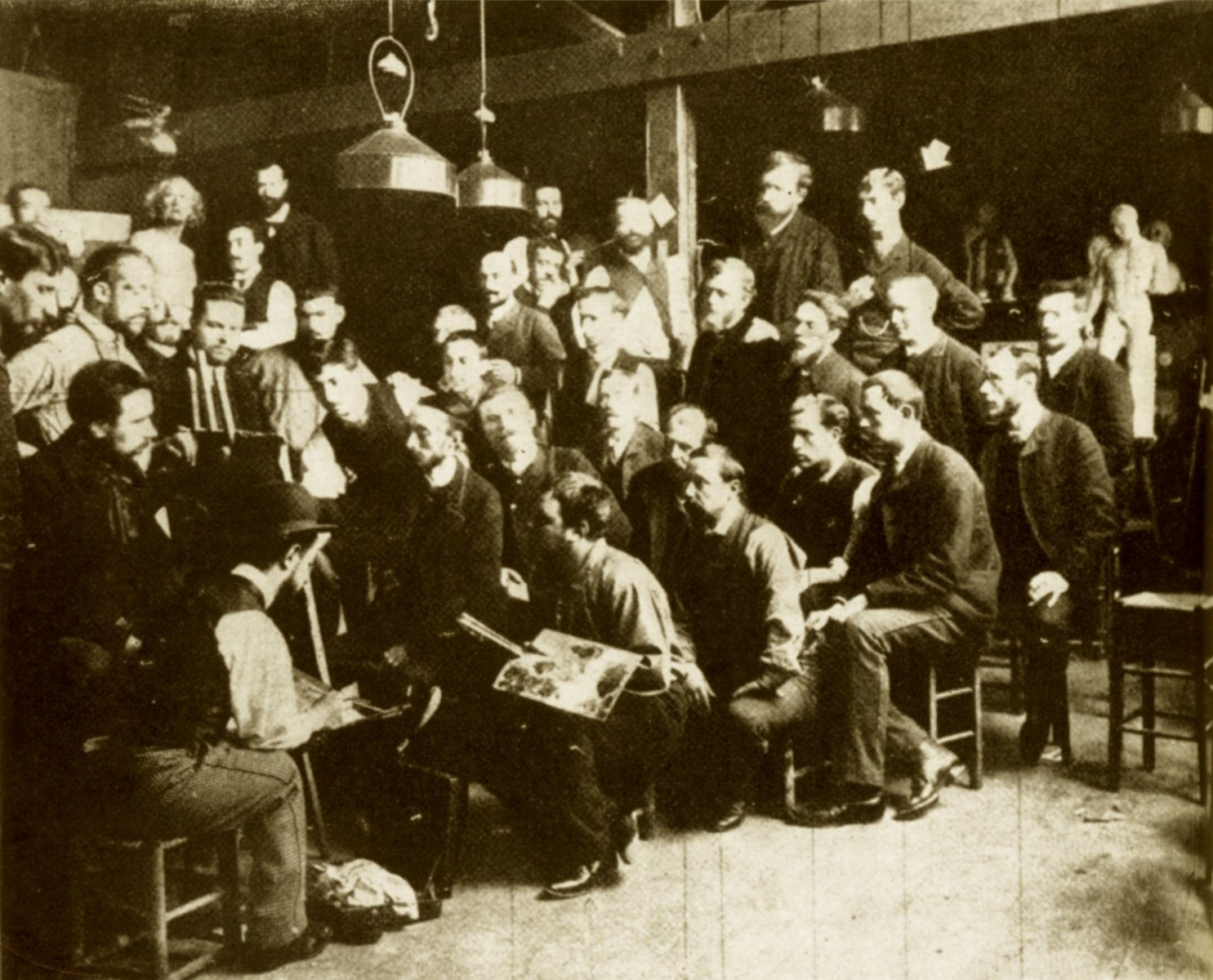
Das Atelier Cormon am Boulevard de Clichy 104, um 1885; Toulouse-Lautrec sitzend vorn links

Henri de Toulouse-Lautrec trat am 17. April 1882 in das Atelier des Pariser Modemalers Léon Bonnat ein. Wenige Wochen später berichtete der junge Kunststudent, wie sein Lehrmeister über seine Arbeiten urteilte: „Er sagte mir: ‚Ihre Malerei ist gar nicht schlecht, […] aber ihr Zeichnen ist ganz und gar abscheulich!‘“ Der wenig später als Lehrer an die École des Beaux-Arts Berufene nahm seinen Schüler nicht in die dortige Klasse mit.
Toulouse-Lautrec fand schließlich in Fernand Cormon, einem aus heutiger Sicht bedeutungslosen Pariser Salonmaler, einen liberaleren akademischen Lehrer, dem vor allem seine Zeichnungen gut gefielen. Lautrec, der dieses Atelier bis 1886 besuchte, fühlte sich allerdings von dessen Lob nicht angespornt: „Cormons Korrekturen sind viel wohlwollender als diejenigen Bonnats. […] Sie werden sich wundern, aber ich mag das eigentlich weniger. Die Peitschenhiebe meines früheren Patrons waren scharf, und ich schonte mich nicht. Hier bin ich geschwächt und benötige Mut, um eine sorgfältige Zeichnung zu machen, wo es doch vor den Augen Cormons auch eine schlechtere täte.“
Obwohl er sich den Regeln und Gepflogenheiten des akademischen Lehrbetriebs unterwarf, entwickelte Toulouse-Lautrec von Beginn an eine eigene Technik und eine malerisch freie Auffassung, die im Gegensatz zur damals vorherrschenden Kunst des Pariser Salons stand. Neben dem Zeichenunterricht bei Bonnat und anschließend bei Cormon besuchte er in Paris die Ausstellungen von Edgar Degas, Pierre-Auguste Renoir und Édouard Manet.
Einschneidender als Cormons Unterweisungen waren für Toulouse-Lautrec in dieser Zeit die neue Umgebung sowie die Freunde, die er im Kreis der Studenten hinzugewann, darunter Louis Anquetin, Émile Bernard und Vincent van Gogh. 1885 entstand sein Gemälde von Bernard, zwei Jahre später ein Pastellbild von van Gogh. Es zeigt van Gogh mit dem unvermeidlichen Absinthglas.

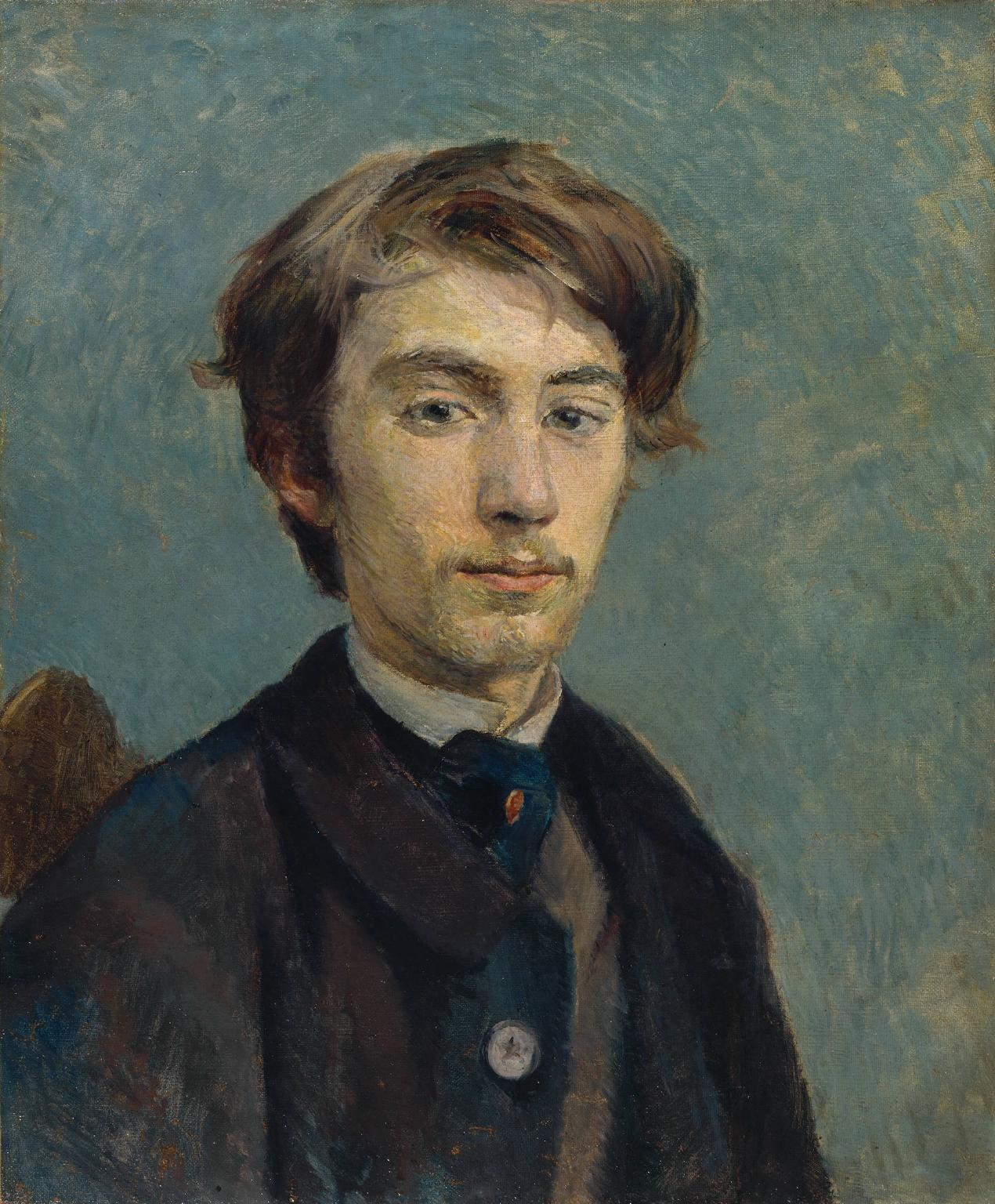
Porträt Émile Bernard, 1885, National Gallery (London)
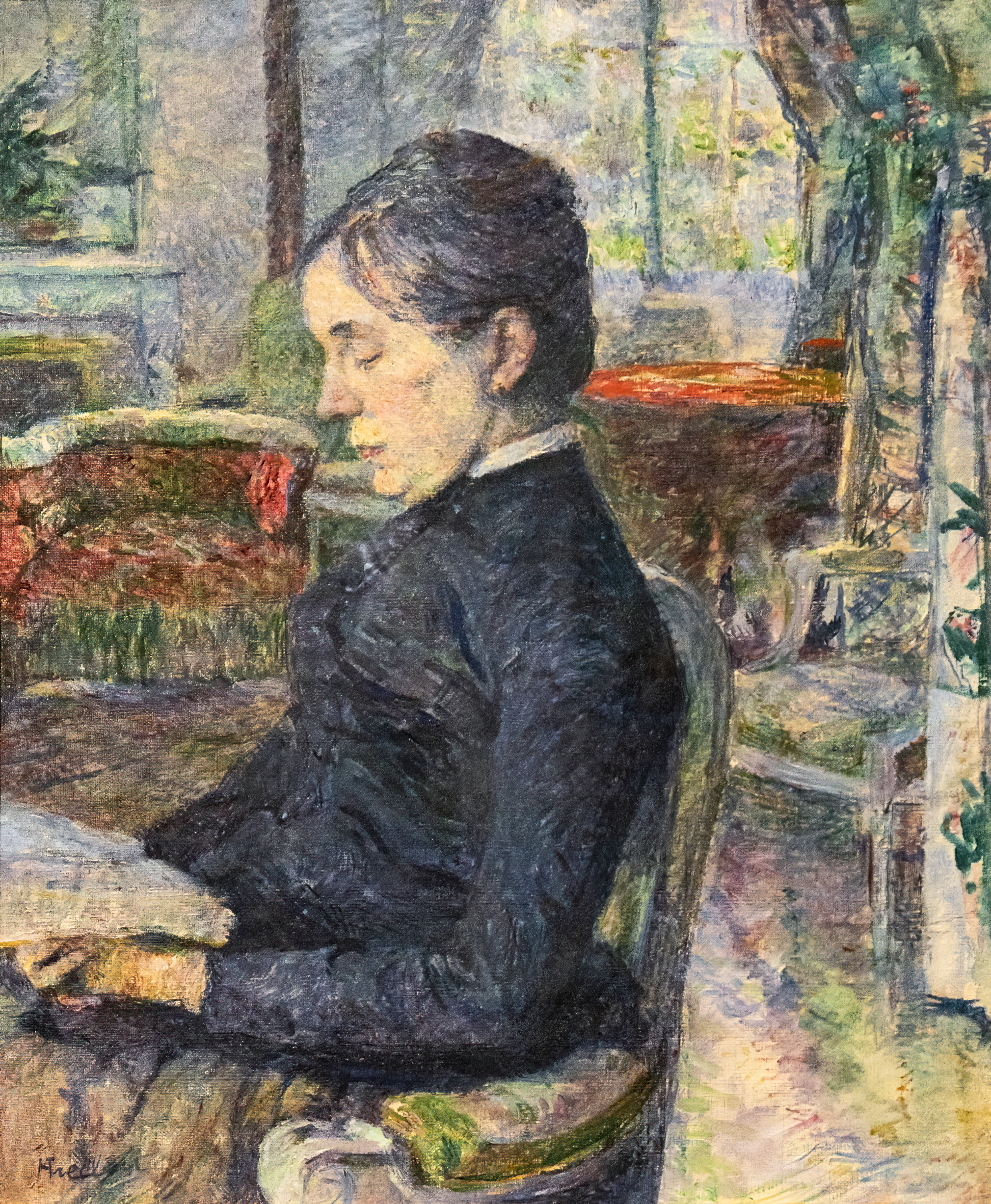
Porträt der Mutter, um 1886, Musée Toulouse-Lautrec, Albi
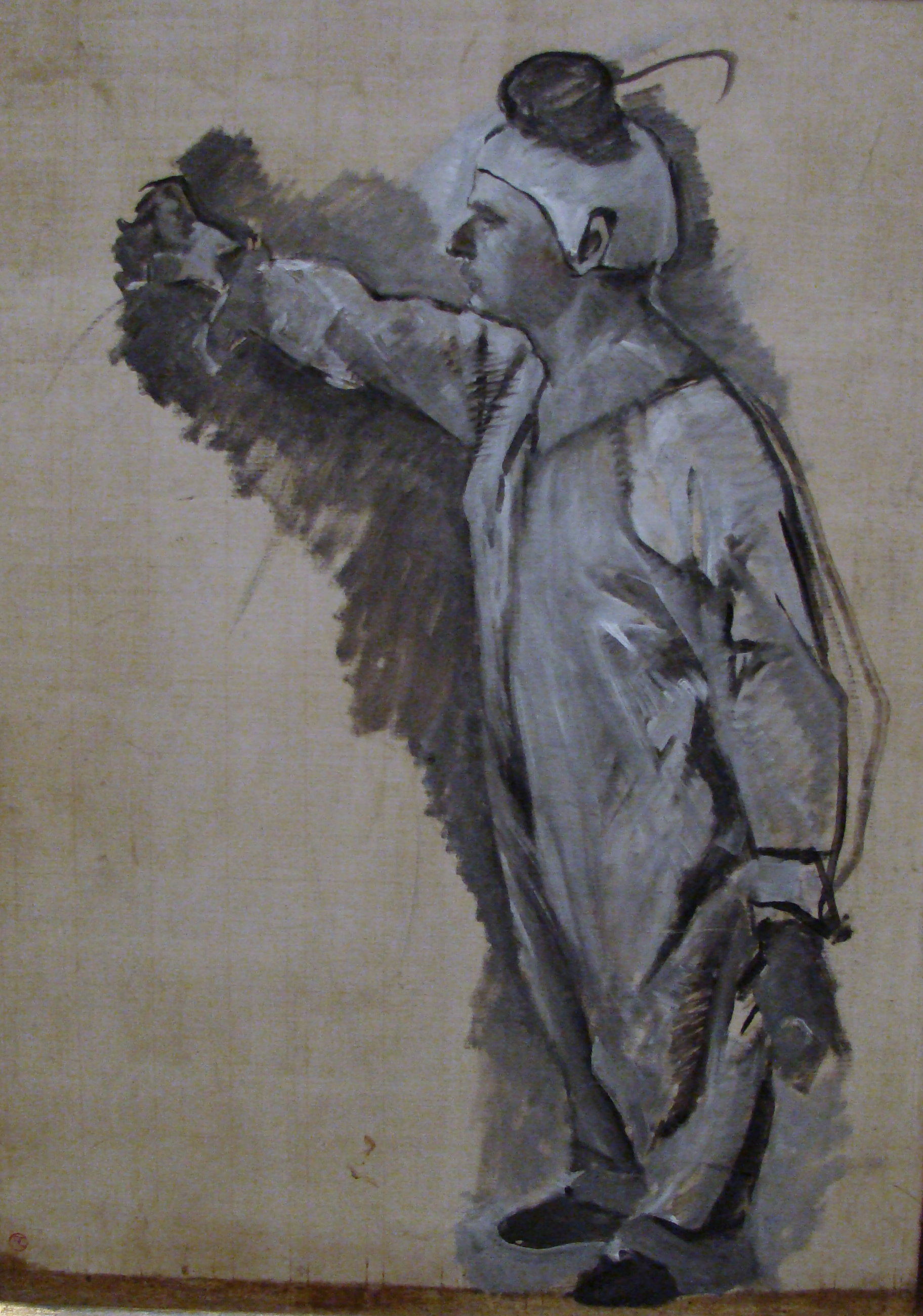
Clown, um 1886/87, Alte Nationalgalerie (Berlin)
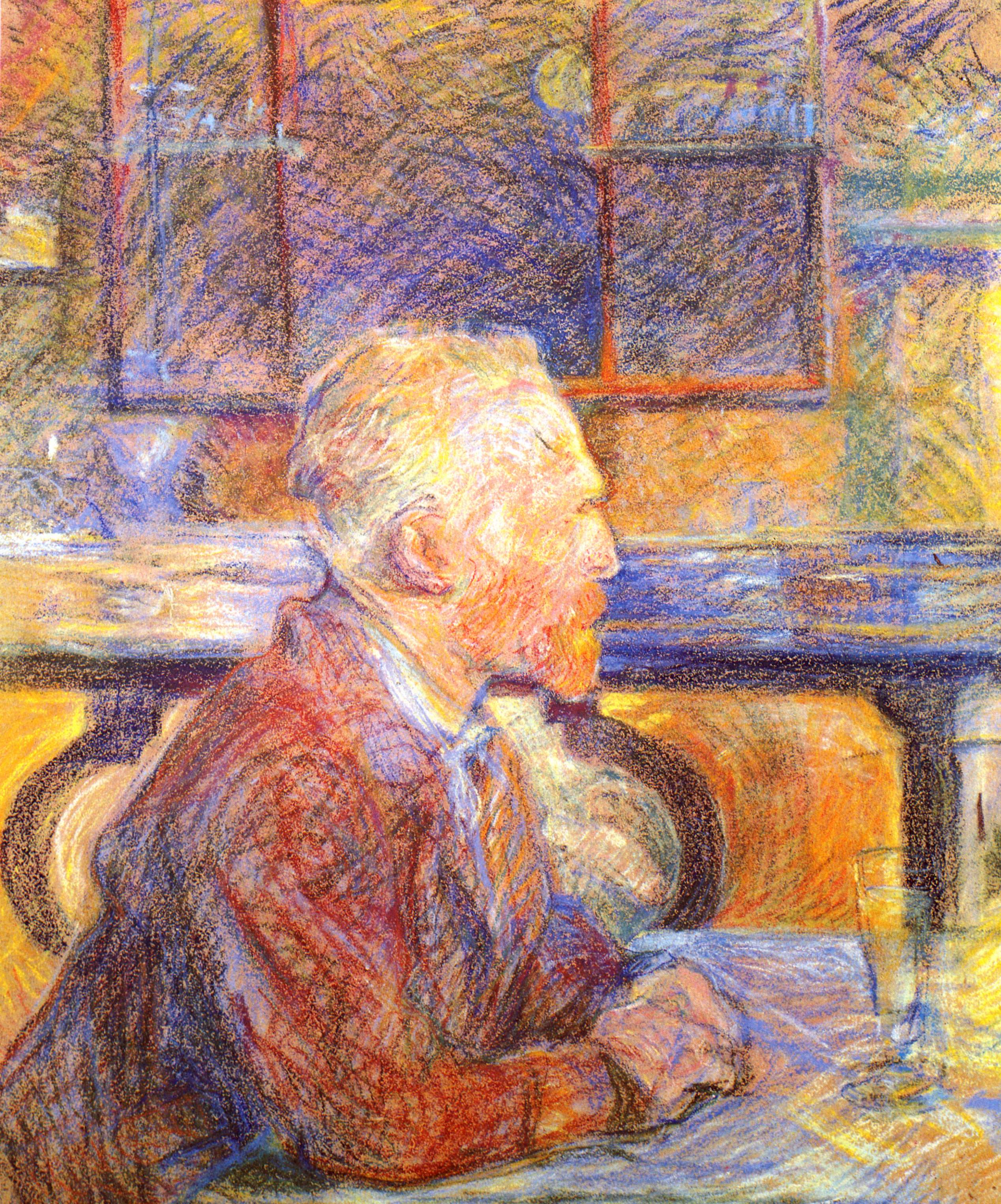
Porträt Vincent van Gogh, 1887, Van Gogh Museum, Amsterdam

### Leben als Bohémien

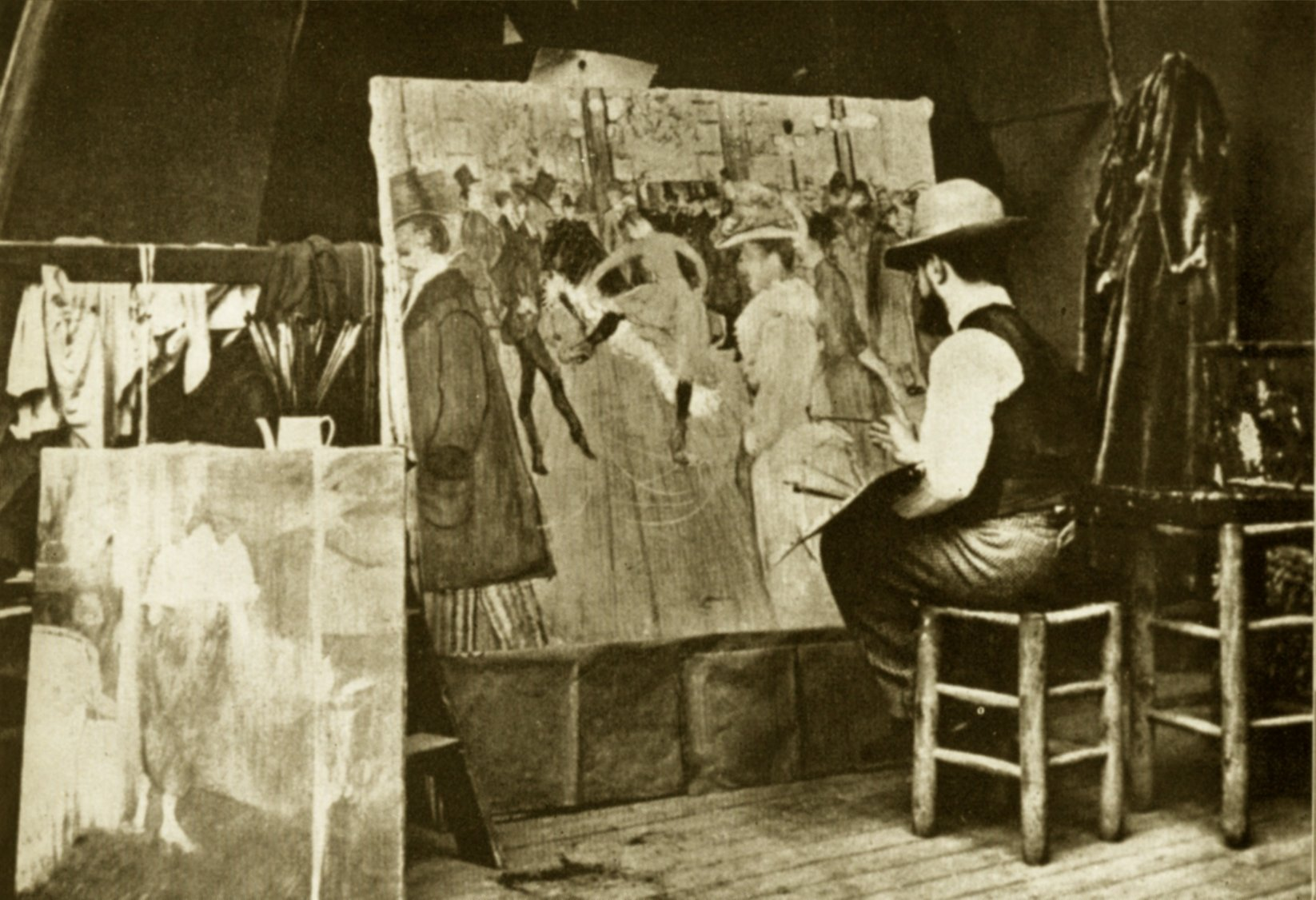
Lautrec und sein Werk Moulin Rouge, 1890

Fühlte sich der junge Maler zunächst von den neuen Eindrücken noch bedrängt, gewann der Lebensbereich der Freunde rund um den Montmartre immer stärker die Oberhand gegenüber dem familiären Refugium an der Cité du Rétiro. Im Sommer 1884 schließlich zog der 20-Jährige bei seinen Freunden Lilly und René Grenier, einem Mitstudenten bei Bonnat und Cormon, in das Hinterhaus der Rue Fontaine 19 ein, ganz in der Nähe des Place Blanche, wo das berühmte Tanzlokal Reine Blanche einige Jahre danach dem Neubau des Moulin Rouge weichen musste. Im Haus der vermögenden Greniers fand man häufig Anlässe, Feste zu feiern oder mit Freunden die Vergnügungsstätten aufzusuchen, die in der Nachbarschaft zu dieser Zeit zahlreich eröffneten. Die Gegend zwischen Place Blanche, Moulin Rouge und Place Pigalle wurde zu seiner zweiten Heimat. Im folgenden Januar mietete er ein eigenes Atelier in der Rue Lepic.
Ende 1887 trat die belgische Künstlergruppe Les Vingt an Toulouse-Lautrec mit dem Vorschlag heran, sich zum Jahresbeginn an ihrer Ausstellung zu beteiligen. Er nahm den Vorschlag an und stellte dort jährlich aus. 1889 folgte die erste Teilnahme am Salon des Indépendants.
Im Jahr 1888 begann Toulouse-Lautrec Motive auszuwählen, für die er bis heute bekannt ist: Menschen aus dem Zirkus, aus Vergnügungslokalen und Situationen aus dem Milieu der Halbwelt. Durch seine Malerei erlebte die schon fast vergessene Lithografie eine Renaissance. Anregungen fand er bei Edgar Degas und Paul Gauguin sowie dem japanischen Holzschnitt, der auf die Impressionisten einen starken Einfluss hatte.
In den Cafés und Restaurants des Montmartre hatte Henri de Toulouse-Lautrec auch seine ersten Ausstellungen und er erhielt erste Aufträge. Für Künstler und Persönlichkeiten der französischen Belle Époque, die er zum größten Teil persönlich kannte, fertigte er Lithografien für Plakate oder als Illustrationen für Zeitungen und Zeitschriften an.
Eine dieser Persönlichkeiten war Aristide Bruant, der 1885 das Cabaret Le Mirliton (Rohrflöte) eröffnete. Er ahmte damit das von Rodolphe Salis im Jahr 1881 eröffnete Lokal Le Chat Noir nach, in dem sich bald „tout Paris“ traf, das mit den hier vorgetragenen Lesungen und Chansons einen Hauch von Bohème erleben wollte. Für den Chansonnier Bruant entwarf Toulouse-Lautrec in den 1890er-Jahren vier Plakate, auf denen Bruant vor allem durch sein Markenzeichen, einen roten Schal, hervorsticht.
Eine Liebesbeziehung verband ihn mit seinem Modell, der späteren Malerin Suzanne Valadon. Er hatte sie 1887 kennengelernt – sie wohnte im ersten Stock des Hauses in der rue Tourlaque 7, in dem sein Atelier war. Diese Verbindung endete nach zwei Jahren abrupt mit ihrem Selbstmordversuch, der möglicherweise zum Ziel hatte, ihn von einer Heirat zu überzeugen.
Ein Bruant ebenbürtiger Chansonstar war Yvette Guilbert, die Toulouse-Lautrec 1893 durch den Literaten Maurice Donnay, der Texte für sie schrieb, kennenlernte. Er schuf neben vielen Skizzen zwei Alben mit Lithografien von ihr. Guilbert erkannte nach einigem Zögern seinen realistischen, aber karikierenden Stil an.

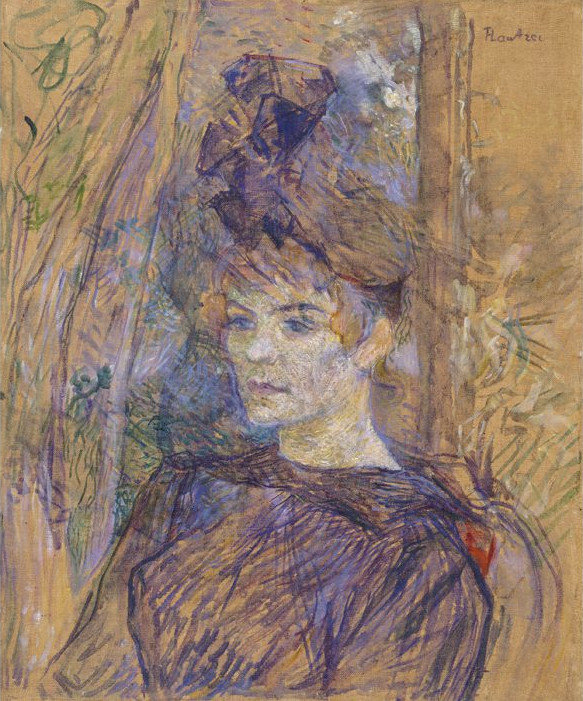
Porträt der Suzanne Valadon, 1886–87
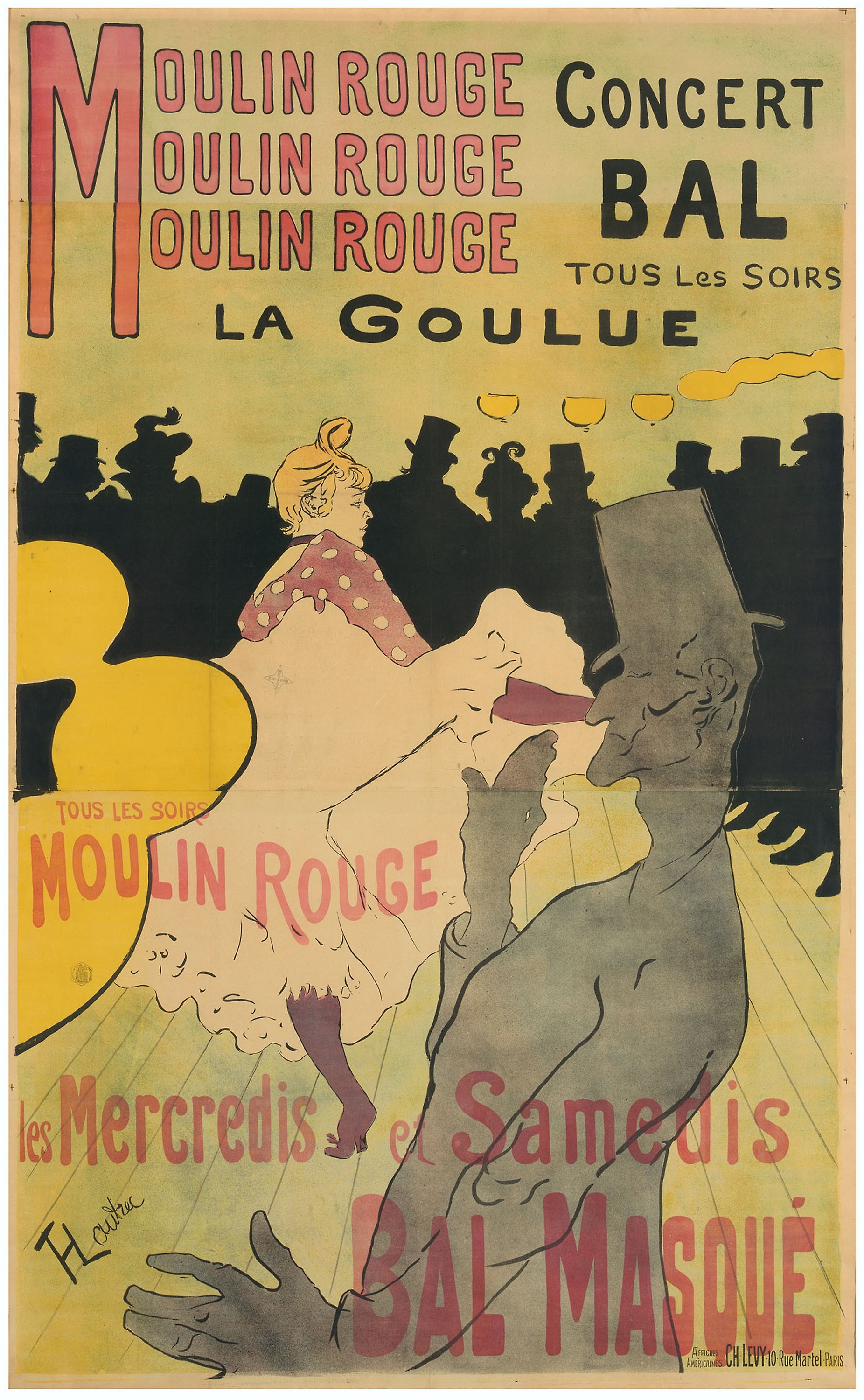
Moulin Rouge – La Goulue, Lithographie, 1891
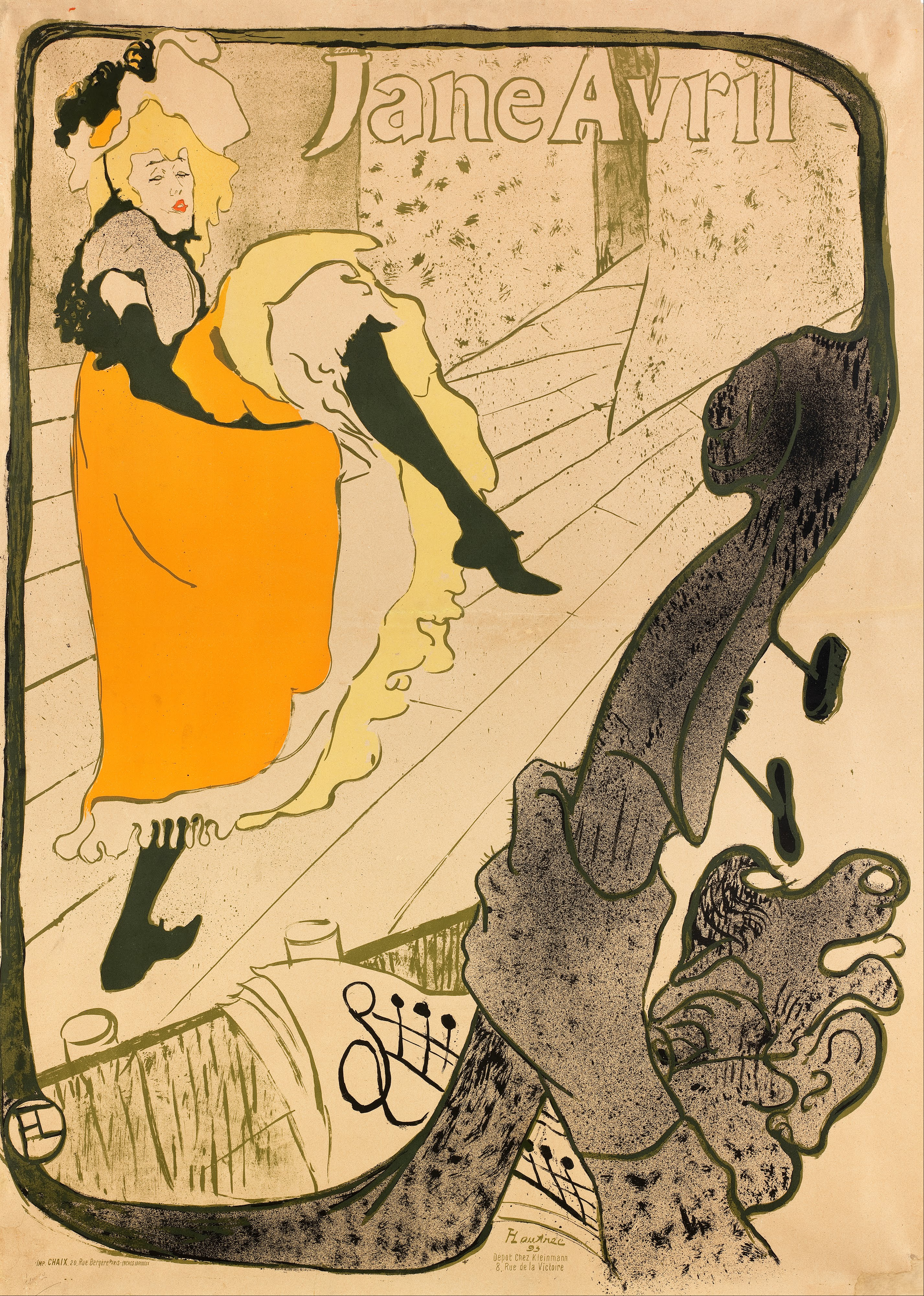
Jane Avril, Plakat, 1893
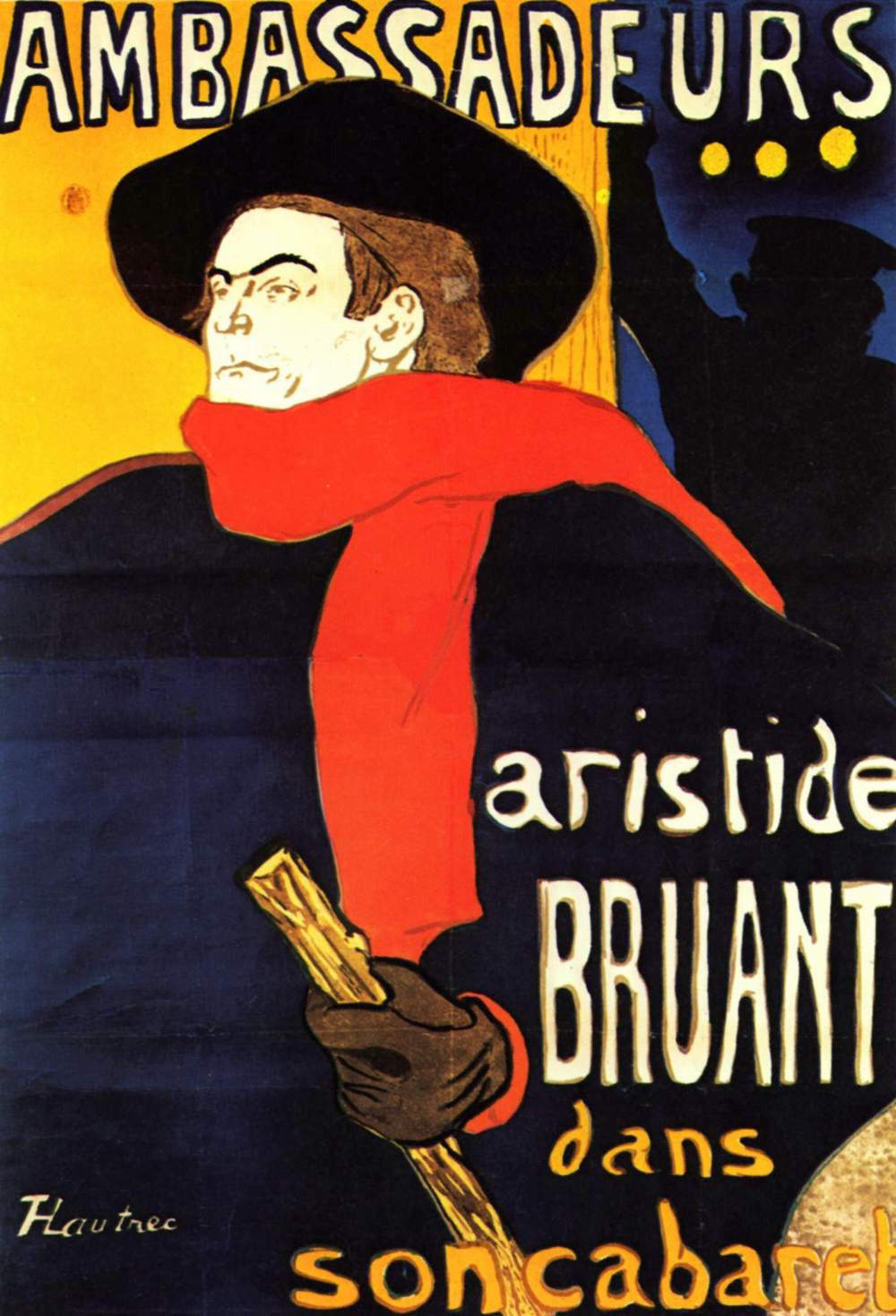
Aristide Bruant, Plakat, 1892, Privatbesitz
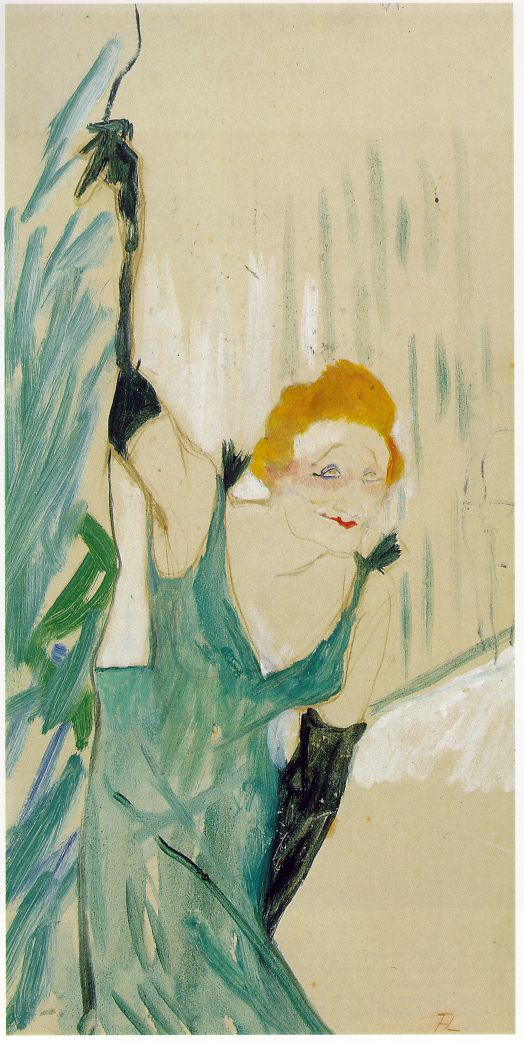
Yvette Guilbert begrüßt das Publikum, Gouache auf Karton, 1894
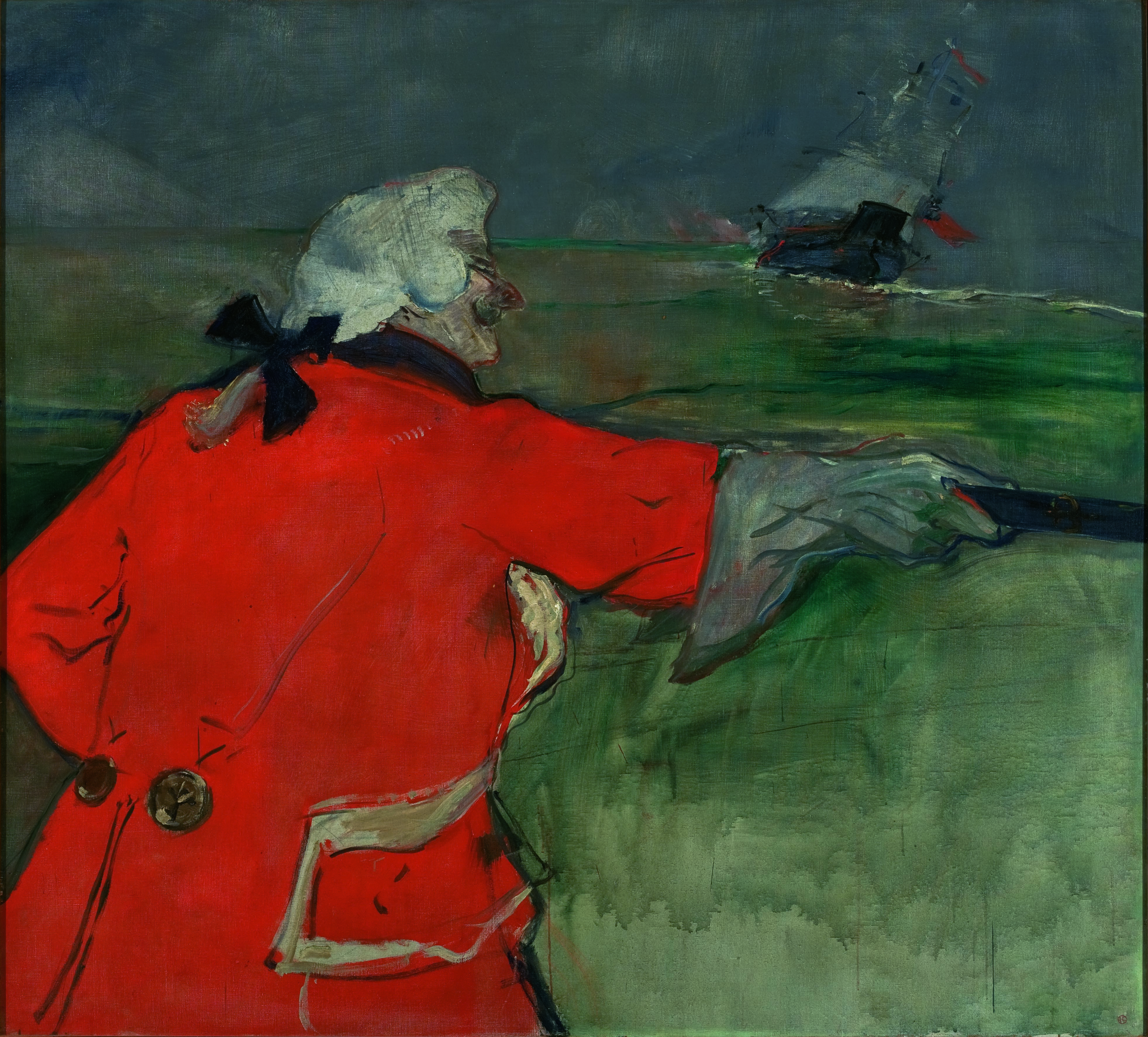
Paul Viaud, sein letztes Bild 1901

### Krankheit und früher Tod

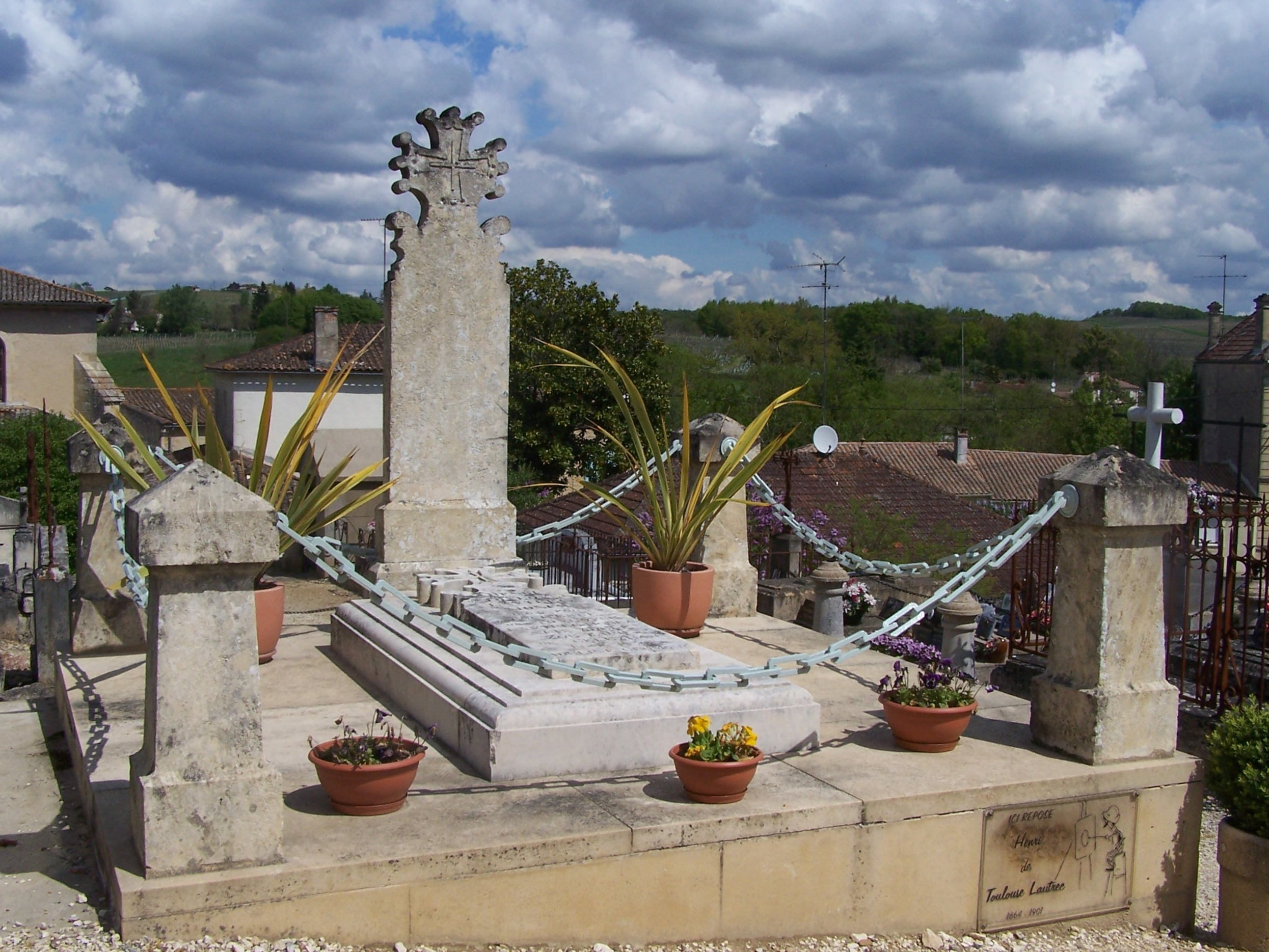
Das Grabmal von Toulouse-Lautrec in Verdelais

Toulouse-Lautrec wandte sich dem Alkohol zu, was 1898 zum ersten Mal zum Delirium tremens führte. 1899 wurde er von seiner Mutter zu einer dreimonatigen Entziehungskur in die Heilanstalt Neuilly eingewiesen. Nach der Entlassung hielt er sich an verschiedenen Orten auf, unter anderem in Le Havre, Arcachon und Bordeaux. Im April 1901 kehrte er nach Paris zurück, vollendete, ordnete und signierte seine Werke. Paris verließ er am 15. Juli und zog nach Taussat, wo er einen Lähmungsanfall erlitt. Seine Mutter holte ihn am 20. August nach Malromé, wo er sein letztes Bild Admiral Viaud malte.
Henri de Toulouse-Lautrec starb im Alter von nur 36 Jahren am 9. September 1901 im Beisein seiner Eltern auf dem elterlichen Schloss Malromé. Er wurde in Saint-André-du-Bois begraben und später umgebettet nach Verdelais (Gironde).

## Werk

### Thematik
Mit seinen ungeschminkten Szenen des Pariser Nachtlebens rund um den Montmartre spiegelte Lautrec das Bild einer legendären Zeit, der sogenannten Belle Époque, wider. Dabei war Toulouse-Lautrec in erster Linie Porträtist: Der einzelne Mensch, nicht die Menge, war sein Thema.
Vor allem aber spielte er eine führende Rolle in der Entwicklung der Plakatkunst mit Hilfe der Farblithografie, die heute als ein Meilenstein der Werbung angesehen wird. Lautrec verwendete auf großformatigen Blättern wenige Farbsteine in Gelb, Rot und Blau, die durch ihre starken Kontraste auch aus der Ferne anziehend wirkten. Die Verwendung der Steindrucktechnik bedeutete Anfang der 1890er Jahre nicht nur den Durchbruch für den Künstler, die insgesamt 351 so entstandenen Werke sind es auch, die ihn bis zum heutigen Tag berühmt machten.

### Bilder (Auswahl)
Das Werk von Lautrec ist sehr umfangreich: Es besteht aus 737 Ölgemälden, 275 Aquarellen, 5084 Zeichnungen und 359 Lithografien (53 mehrfarbige und 306 einfarbige).
- 1894: Der Salon in der Rue des Moulins, Musée Toulouse-Lautrec.
- 1898: Bar, Kunsthaus Zürich.

## Rezeption
Toulouse-Lautrecs Leben wurde 1952 vom Regisseur John Huston verfilmt. Der Film trägt den Titel Moulin Rouge, nach dem gleichnamigen Roman von Pierre La Mure, der auf Toulouse-Lautrecs Lebensgeschichte basiert und 1950 erschienen war. Ein weiterer Film Lautrec – Der Maler von Montmartre wurde unter der Regie von Roger Planchon 1998 produziert. Stark überzeichnet ist er in Baz Luhrmanns Filmmusical Moulin Rouge aus dem Jahr 2001, dargestellt von John Leguizamo, vertreten, ebenso in Christopher Moore’s Roman Verflixtes Blau. Toulouse-Lautrec ist auch die erste Schlüsselfigur der Belle Époque, die Gil Pender (Owen Wilson) im Film Midnight in Paris (2011) trifft. Seit 1922 gibt es das Musée Toulouse-Lautrec, das überwiegend seinem Leben und Werk gewidmet ist.
Am 23. Mai 2000 wurde der Asteroid (11506) Toulouse-Lautrec nach ihm benannt.
Das Berliner Sterne-Restaurant Tulus Lotrek bezieht sich auf Henri de Toulouse-Lautrec, der Name wurde dafür aber bewusst eingedeutscht und „falsch“ geschrieben.

## Ausstellungen
- Im Jahr 1964 wurden Arbeiten von ihm auf der documenta III in Kassel in der berühmten Abteilung „Handzeichnungen“ gezeigt.
- Von August 2014 bis Januar 2015 veranstaltete das Emil Schumacher Museum in Hagen die umfangreiche Ausstellung Henri de Toulouse-Lautrec – Der Meister der Linie zum 150. Geburtstag des Künstlers. Die umfangreiche Werkschau aus der Sammlung Gerstenberg ermöglichte einen Überblick über das druckgraphische Werk des Malers. Neben den berühmten Mappenwerken wie Elles oder Suite Française für die Sängerin Yvette Guilbert waren die berühmten Plakate Toulouse-Lautrecs – etwa für das Moulin Rouge oder die Tänzerin Jane Avril und den Sänger Aristide Bruant – vollständig zu sehen.[12]
- Von Oktober 2014 bis Januar 2015 zeigte das Kunstforum Wien unter dem Titel Der Weg in die Moderne die erste umfangreiche Retrospektive zum Werk in Österreich. Der 150. Geburtstag des Künstlers gab ebenfalls den Anlass zu dieser Ausstellung.[13]

## Sammlungen
Sammlung Gerstenberg

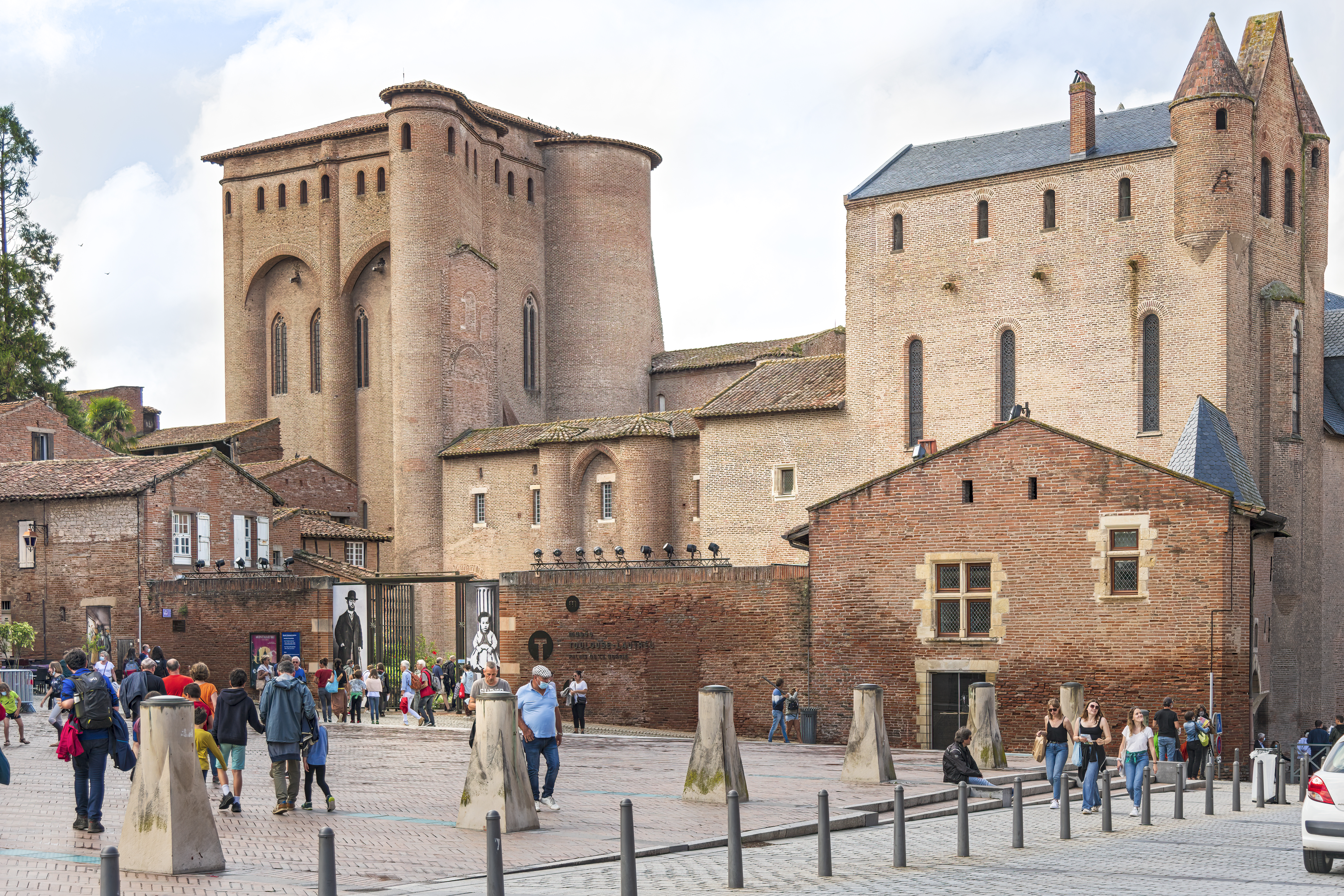
Das Musée Toulouse-Lautrec im Palais de la Berbi in Albi

Der Berliner Otto Gerstenberg vereinte vor dem Ersten Weltkrieg Lautrecs das nahezu vollständige grafische Œuvre. Dieses umfasste Lithografien, Widmungsexemplare, Vorzugs-, Zustands- und Probedrucke. Hinzu kamen einige Gemälde des Künstlers. Die heute noch in Privatbesitz befindliche Sammlung umfasst einen Großteil der Grafiken Toulouse-Lautrecs.
Musée Toulouse-Lautrec
Den Großteil seiner Bilder hinterließ Toulouse-Lautrec seiner Familie bzw. seiner Mutter. Auf ihr Betreiben wurde im Jahr 1922 in Albi das Musée Toulouse-Lautrec eröffnet.

## Filme
- Moulin Rouge, 1952. Regie: John Huston (Toulouse-Lautrec. dargestellt von José Ferrer)
- Toulouse-Lautrec, 1998. Regie: Roger Planchon
- Lautrec, 1999. Musical, Regie: Charles Aznavour
- Moulin Rouge, 2001. Filmmusical, Regie: Baz Luhrmann
- Hilary Chadwick: Toulouse-Lautrec. Dokumentation, DVD, Arthaus Musik, Halle (Saale) 2009, ISBN 978-3-941311-81-7
- Midnight in Paris, 2011. Regie: Woody Allen (Toulouse-Lautrec dargestellt von Vincent Menjou Cortes)